# Karta 08

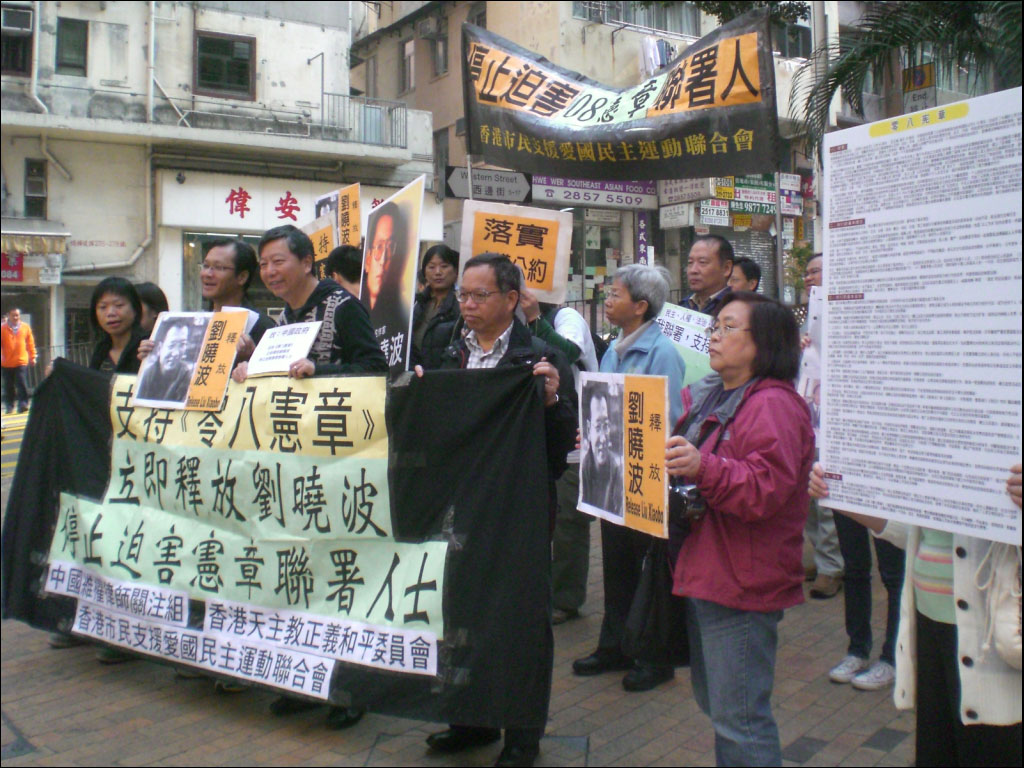
Parada na cześć Karty 08

Karta 08 (chiń.: 零八宪章; pinyin: Língbā xiànzhāng) – manifest podpisany przez 350 chińskich intelektualistów i działaczy praw człowieka w celu promocji reform i demokratyzacji Chin. Został opublikowany 10 grudnia 2008, w 60. rocznicę podpisania Powszechnej Deklaracji Praw Człowieka. Karta 08 wzoruje swój tytuł jak i styl na Karcie 77, antysowieckim manifeście czechosłowackich dysydentów z 1977 r.
Jeden z autorów Karty 08, Liu Xiaobo w 2010 otrzymał Pokojową Nagrodę Nobla.

## Postulaty manifestu
1. Nowa Konstytucja
2. Podział władzy
3. Demokratyzacja władz legislacyjnych
4. Niezawisłe sądownictwo
5. Publiczna kontrola urzędników państwowych
6. Gwarancja praw człowieka
7. Demokratyczne wybory urzędników państwowych
8. Równość miast i wsi
9. Wolność zrzeszania się
10. Wolność zgromadzania się
11. Wolność słowa
12. Wolność religii
13. Edukacji obywatelskiej
14. Ochrona własności prywatnej
15. Reforma podatków i finansów
16. Ubezpieczenie społeczne
17. Ochrona środowiska
18. Republika federacyjna
19. Prawda w pojednaniu

## Sygnatariusze
Wśród intelektualistów, którzy podpisali się pod manifestem znaleźli się:
- Fang Lizhi
- Liu Xiaobo
- Mao Yushi
- Oser (Tsering Woeser)
- Wang Dan
- Yu Jie